# Mexikói csónakfarkú
A mexikói csónakfarkú (Quiscalus mexicanus) a madarak osztályának verébalakúak (Passeriformes) rendjébe, azon belül a csirögefélék (Icteridae) családjába tartozó faj.

## Rendszerezése
A fajt Johann Friedrich Gmelin német természettudós írta le 1788-ban, a Corvus  nembe Corvus mexicanus néven.

## Alfajai
- Quiscalus mexicanus nelsoni (Ridgway, 1901) - az USA délkeleti része és Északnyugat-Mexikó
- Quiscalus mexicanus graysoni (P. L. Sclater, 1884) - Mexikó keleti része
- Quiscalus mexicanus obscurus (Nelson, 1900) - Mexikó délnyugati része
- Quiscalus mexicanus monsoni (A. R. Phillips, 1950) - az USA középnyugati részétől Közép-Mexikó északi feléig
- Quiscalus mexicanus prosopidicola (Lowery, 1938) - az USA középkeleti része és Északkelet-Mexikó
- Quiscalus mexicanus mexicanus (Gmelin, 1788) - Közép-Mexikó, Guatemala, Salvador és Nicaragua
- Quiscalus mexicanus loweryi (Dickerman & A. R. Phillips, 1966) - a Yucatán-félsziget és Belize
- Quiscalus mexicanus peruvianus (Swainson, 1838) - Costa Rica, Panama, Kolumbia, Venezuela, Ecuador, Peru és Bolívia[2]

## Előfordulása
Kanada, az Amerikai Egyesült Államok, Mexikó, Belize, Costa Rica, Guatemala, Honduras, Nicaragua, Panama, Salvador, Bolívia, Ecuador, Kolumbia, Peru és Venezuela területén honos.
Természetes élőhelyi a szubtrópusi és trópusi síkvidéki esőerdők, lombhullató erdők, mangroveerdők, folyók, patakok és mocsarak környékén, valamint szántóföldek, legelők, vidéki kertek és városi környezet. Állandó, nem vonuló faj.

## Megjelenése
Testhossza 33-43 centiméter, testtömege 265 gramm.
|  |  |

## Életmódja
Mindenevő, gerinctelenekkel, kisebb gerincesekkel, bogyókkal, gyümölcsökkel és magvakkal táplálkozik.

## Természetvédelmi helyzete
Az elterjedési területe rendkívül nagy, egyedszáma pedig stabil. A Természetvédelmi Világszövetség Vörös listáján nem fenyegetett fajként szerepel.